# Rio Sul Center
Le Rio Sul Center est un gratte-ciel de bureaux de 163 mètres de hauteur construit à Rio de Janeiro de 1976 à 1982. C'est le plus haut gratte-ciel de Rio et l'un des plus hauts du Brésil.
L'immeuble comprend 48 étages desservis par 28 ascenseurs et à la base un centre commercial sur 4 étages avec 400 magasins et 35 restaurants, qui a ouvert en 1980, soit deux ans avant l'ouverture de la tour. Un héliport se trouve au sommet.
La base de la tour comprend aussi 3 étages de parking. 
Les architectes sont Ulysses Petrônio Burlamaqui et Alexandre Chan.